# Cuypershuis
Het Cuypershuis is een museum in de Limburgse stad Roermond, gevestigd in het voormalige woonhuis annex atelier van architect Pierre Cuypers. Van 1932 tot 2009 was hier het Stedelijk Museum Roermond gevestigd. Het Cuypershuis ontstond in 2011 nadat het Stedelijk Museum Roermond was opgesplitst in drie gedeelten: het Cuypershuis, het Historiehuis en de collectie moderne kunst van de gemeente Roermond.

## Geschiedenis
Oorspronkelijk was hier de firma Cuypers & Stolzenberg gevestigd, een firma die niet alleen neogotische gebouwen ontwierp, maar ook ateliers omvatte voor ontwerp en vervaardiging van voornamelijk kerkelijke schilderkunst, beeldhouwwerken, glas-in-loodramen en meubelen. Het bedrijf bloeide op door de behoefte van de Rooms-Katholieke parochies aan kerkelijke gebouwen. Vele tientallen kerken in neogotische stijl werden gebouwd. Later werd ook gewerkt aan wereldlijke gebouwen, waarvan het Rijksmuseum Amsterdam, het Amsterdamse Centraal Station en Kasteel de Haar de bekendste zijn. Uiteindelijk werkten er meer dan 80 mensen. Na de jaren 1930 ging het echter meer en meer bergafwaarts. In 1947 werden de werkzaamheden definitief stopgezet.
|  |
|  |

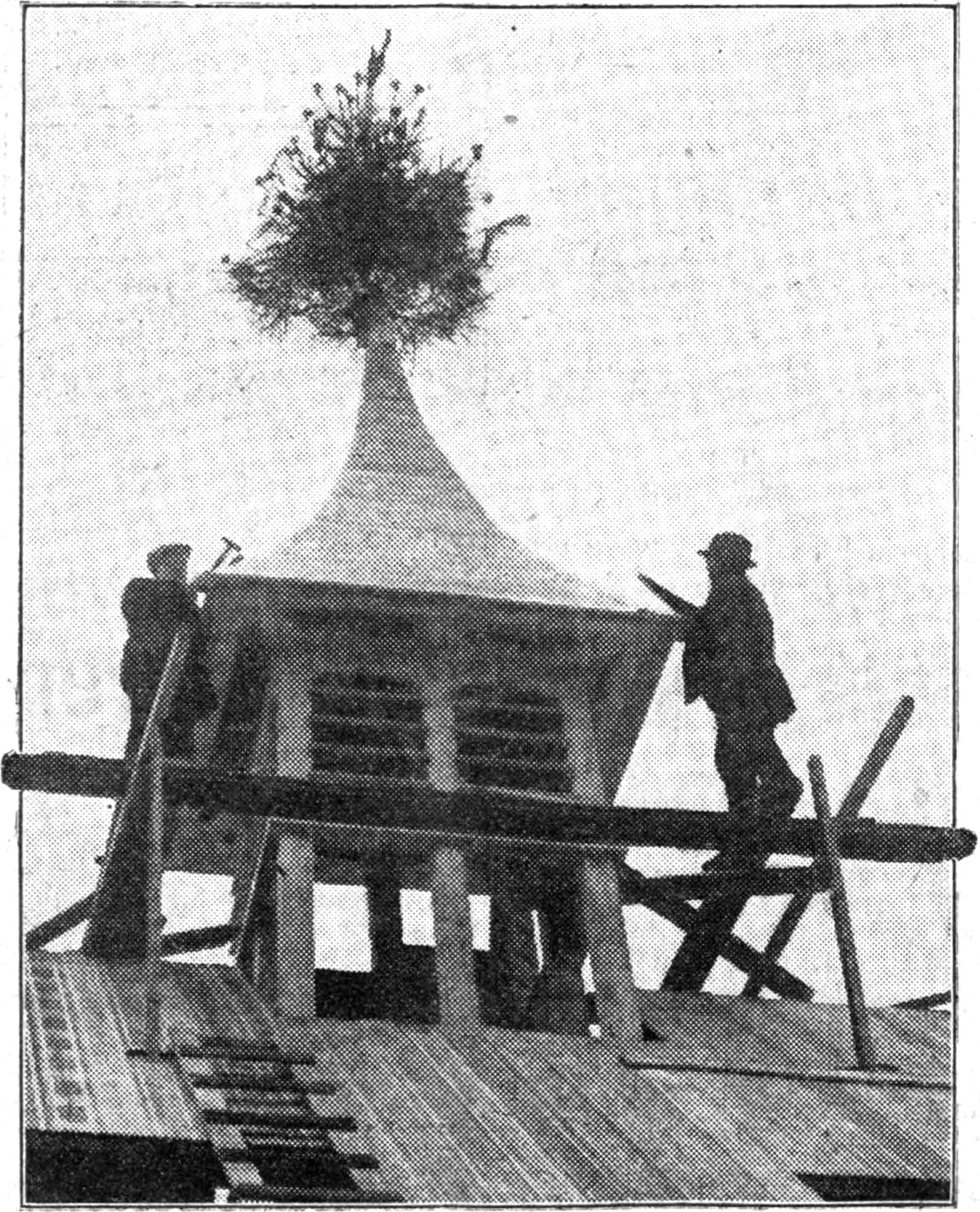
Luytenzalen in aanbouw met meiboom ter viering van het bereiken van de hoogste nok. Januari 1932.

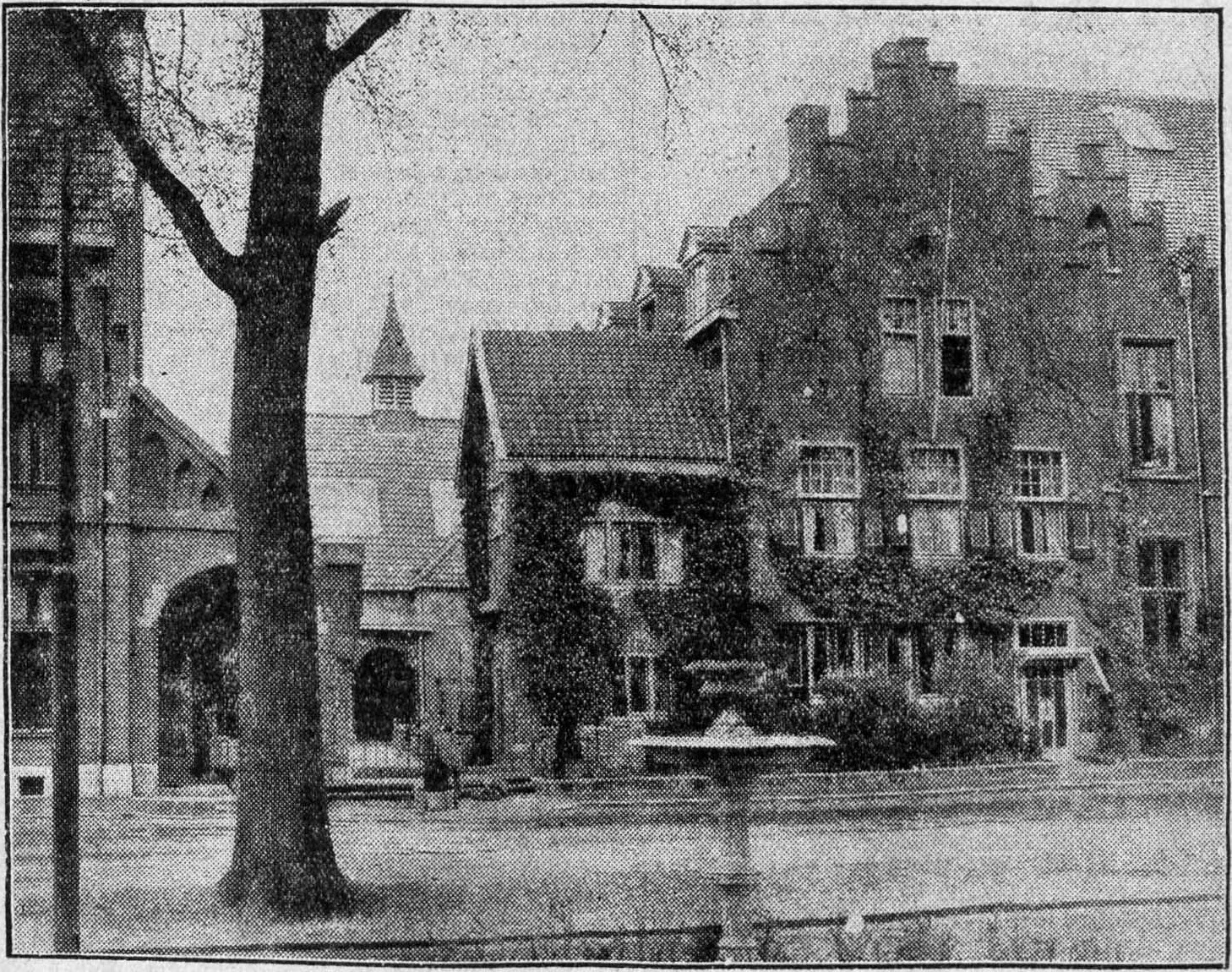
Het oorspronkelijke museum vlak na de opening in 1932.

Het eerste gemeentelijk museum van Roermond werd in december 1926 geopend in een van de bovenzalen van het Stadhuis van Roermond. De verzameling van dit museum bestond uit historische voorwerpen, die in het bezit waren van de stad Roermond. De bedoeling was deze onder te brengen in een permanent museum aan de Hamstraat, maar deze plannen werden nooit uitgevoerd.
Rond 1930 wilde de gemeente Roermond een museum oprichten voor het tentoonstellen van de 25 schilderijen die de kunstschilder Henry Luyten aan de stad had geschonken en alle persoonlijke bezittingen van Cuypers die zich op dat moment nog in het Rijksmuseum in Amsterdam bevonden. Ook kreeg de gemeente enkele zilveren bekers terug die ze aan het Rijksmuseum in bruikleen had gegeven. Aanvankelijk wilde de raad een nieuw museum laten bouwen aan de Jesuietenstraat, maar dit plan ging niet door. Niet lang daarna stelde Cuypers' zoon, Joseph Cuypers, een deel van het woonhuiscomplex ter beschikking aan de stad Roermond en ontwierp hij een uitbreiding met twee tentoonstellingszalen, de zogeheten Luytenzalen. Cuypers voltooide dit ontwerp rond september 1931. Met de bouw werd eind 1931 begonnen. In januari 1932 werd de hoogste nok bereikt. Op 23 augustus 1932 werd het Gemeentelijk Museum Hendrik Luyten-Dr. Cuypers (later Stedelijk Museum Roermond) door prinses Juliana geopend.
Vlak voor de opening ontving de gemeente Roermond nog een groot aantal kunstwerken in bezit en in leen van Hedwig Behnisch (echtgenote van Henry Luyten), Henri Geene (oud-leerling van Pierre Cuypers), Henry Luyten zelf en Joseph Cuypers. Eind 1932 schonk de in Roermond geboren kunstenaar Eugène Lücker 90 van zijn etsen aan het museum.

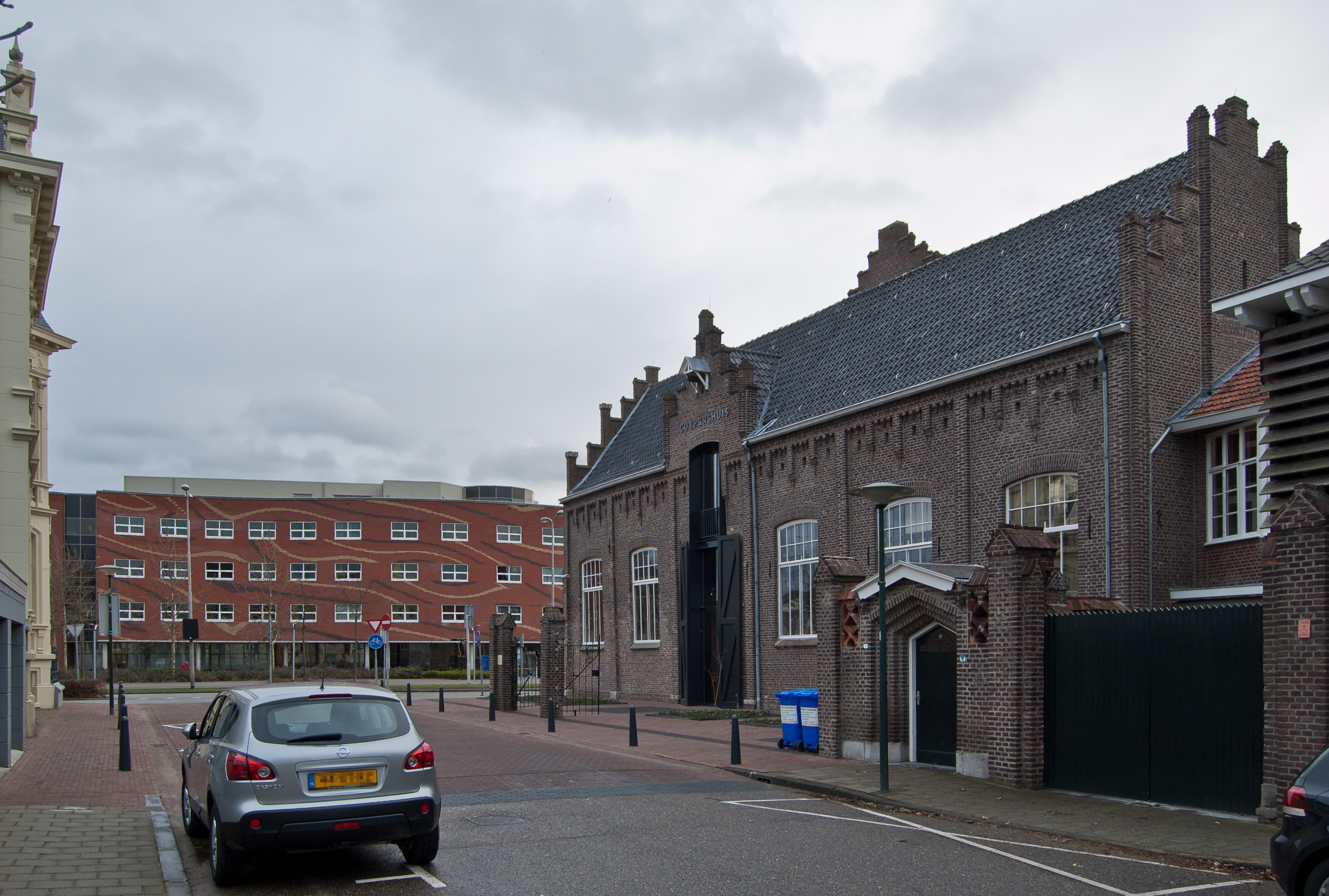
Ateliervleugel van het Cuypershuis na de verbouwing door Merkx + Girod.

In 2007 werd besloten om de gemeentelijke collectie te verdelen over drie locaties: het Historiehuis (stadsgeschiedenis), ECI Cultuurfabriek (eigentijdse kunst) en het Cuypershuis. De uitvoering hiervan vond plaats vanaf 2009, waarbij het Cuypershuis door het bureau Merkx + Girod werd verbouwd en aan de nieuwe eisen aangepast. Na verbouwing van het huis van Cuypers en de heropening op 29 oktober 2011 is het accent geheel komen te liggen op het leven en werk van Cuypers en heeft dit de naam Cuypershuis gekregen.

## Collectie
Het Cuypershuis bevat een aantal objecten die afkomstig zijn uit de voormalige ateliers, waaronder een zeldzame puncteermachine, diverse gereedschappen, maquettes, ontwerptekeningen, vormen en beelden. Ook zijn er meubelstukken die in de woningen van Cuypers en Stolzenberg aanwezig waren. Het leven en werken van Pierre Cuypers, en de kunstenaars waarmee hij heeft samengewerkt, wordt door middel van foto's en ander documentatiemateriaal belicht.
Ook een deel van de bedrijfsruimten is nog intact, dit betreft met name de tekenzaal en de droogloods, die zijn ingericht met voorwerpen uit de voormalige ateliers. Dit alles kijkt uit op een binnentuin. Naast de vaste collectie, brengen wisselende tentoonstellingen aspecten van Cuypers' werk tot leven. Een deel van het museum is aan eigentijdse ontwerpkunst gewijd.

## Overig
Het museum beschikt over een museumcafé (Cuyperscafé) en een museumwinkel. Aan de nabijgelegen Frans Douvenstraat bevindt zich een reeks huizen die door Cuypers werden ontworpen en waarin medewerkers van het bedrijf woonden.

## Afbeeldingen

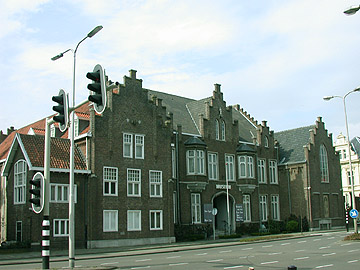
Vooraanzicht.
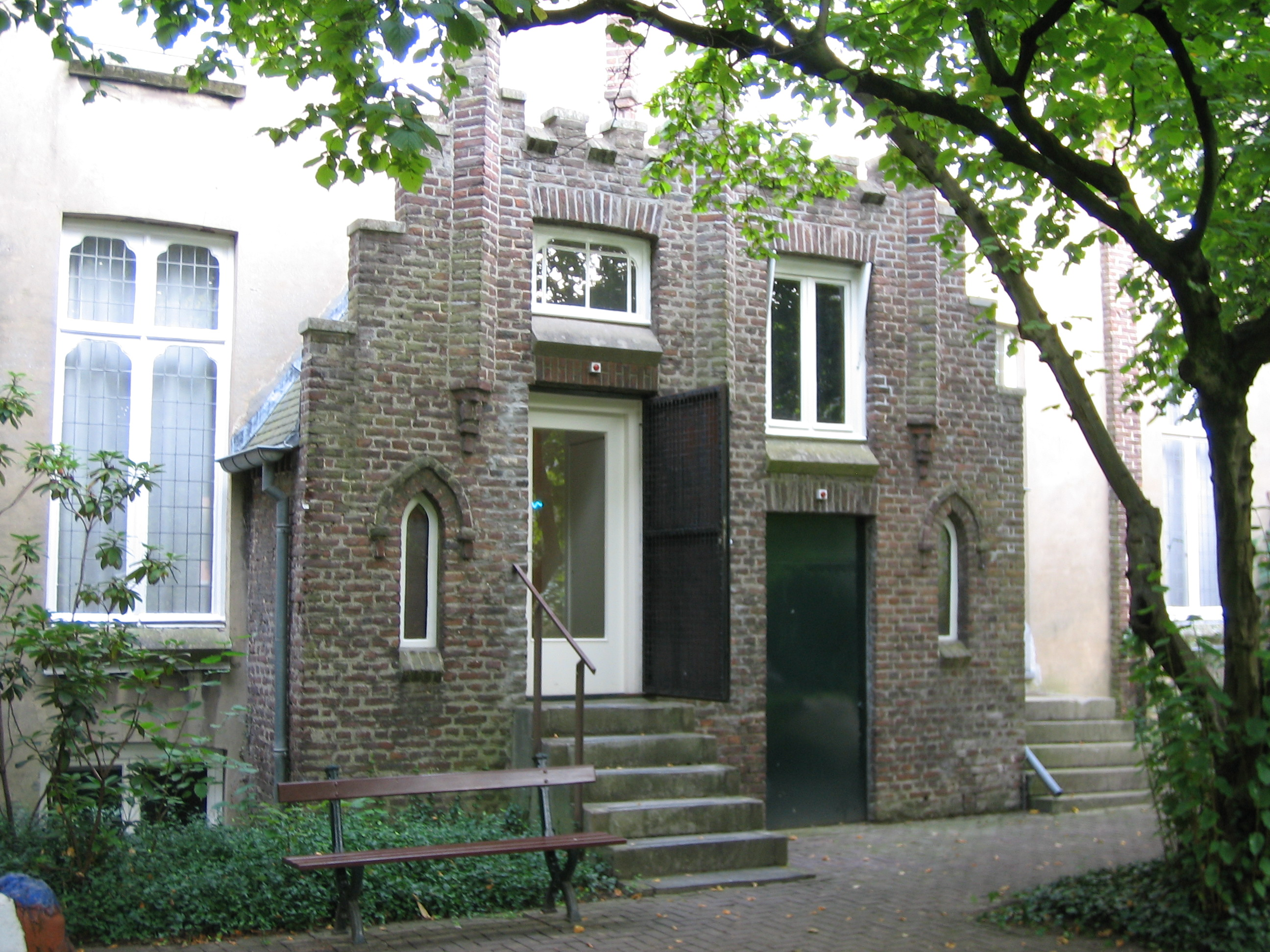
Achteraanzicht.
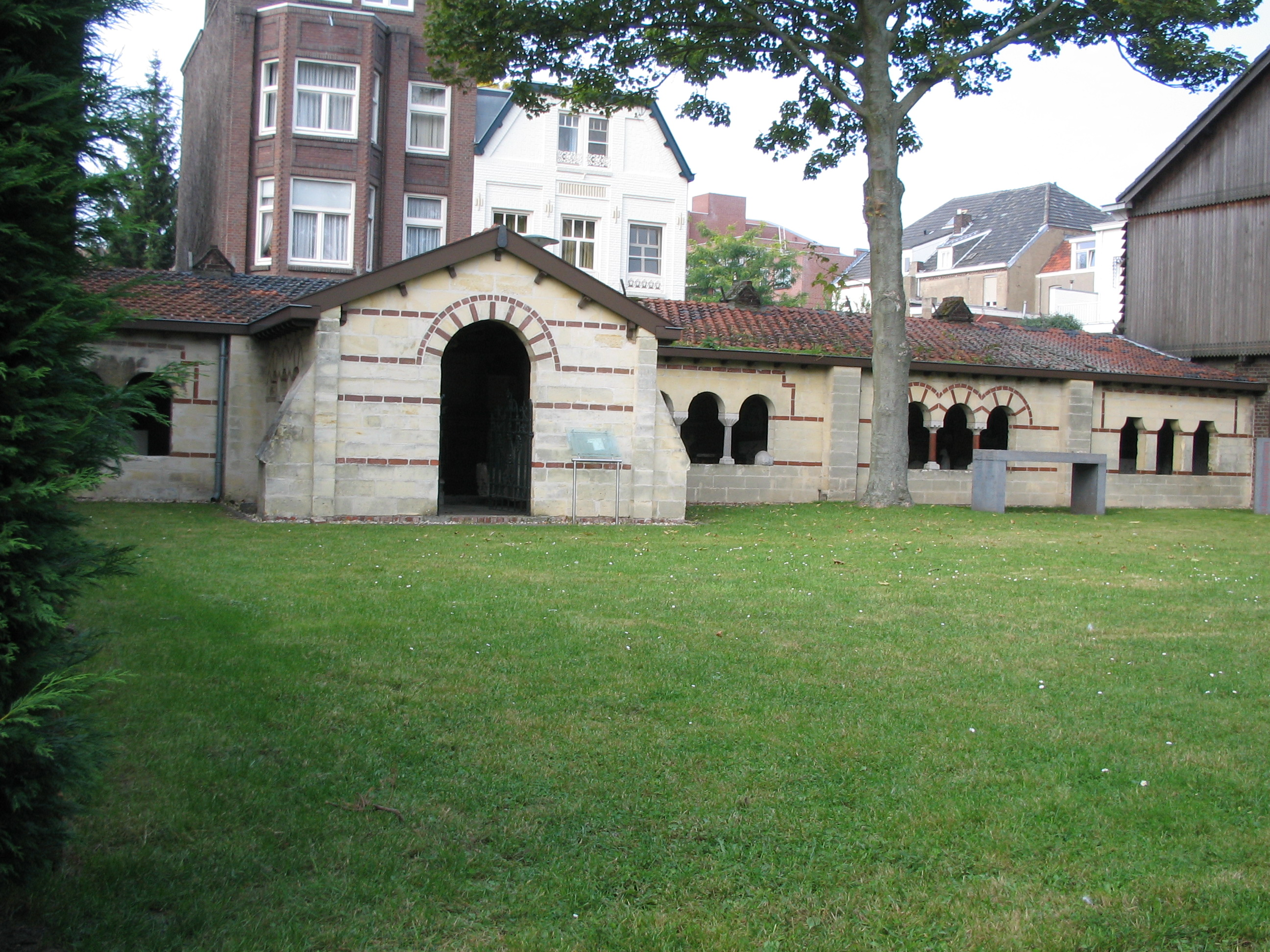
Galerij.
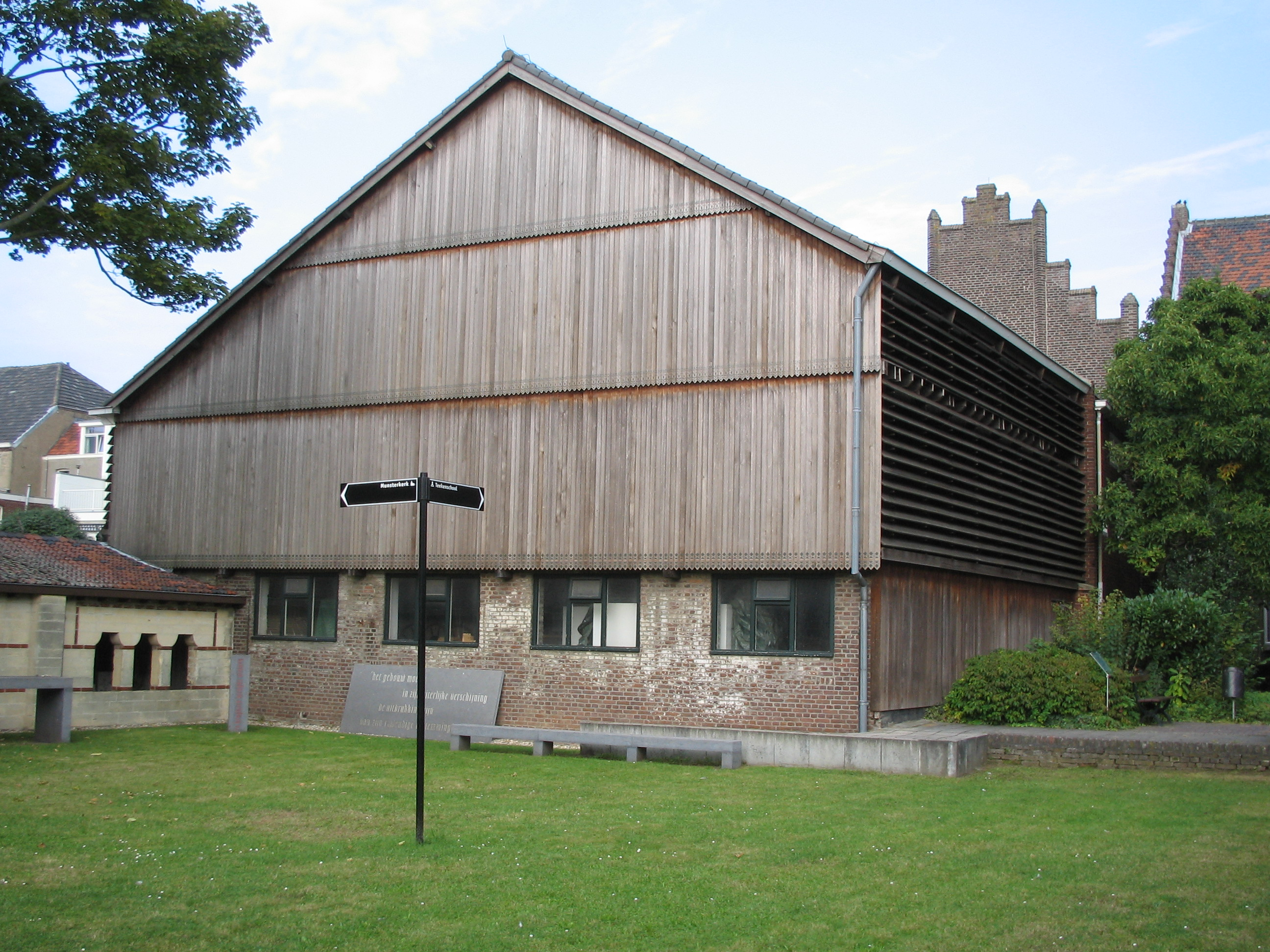
Droogloods.

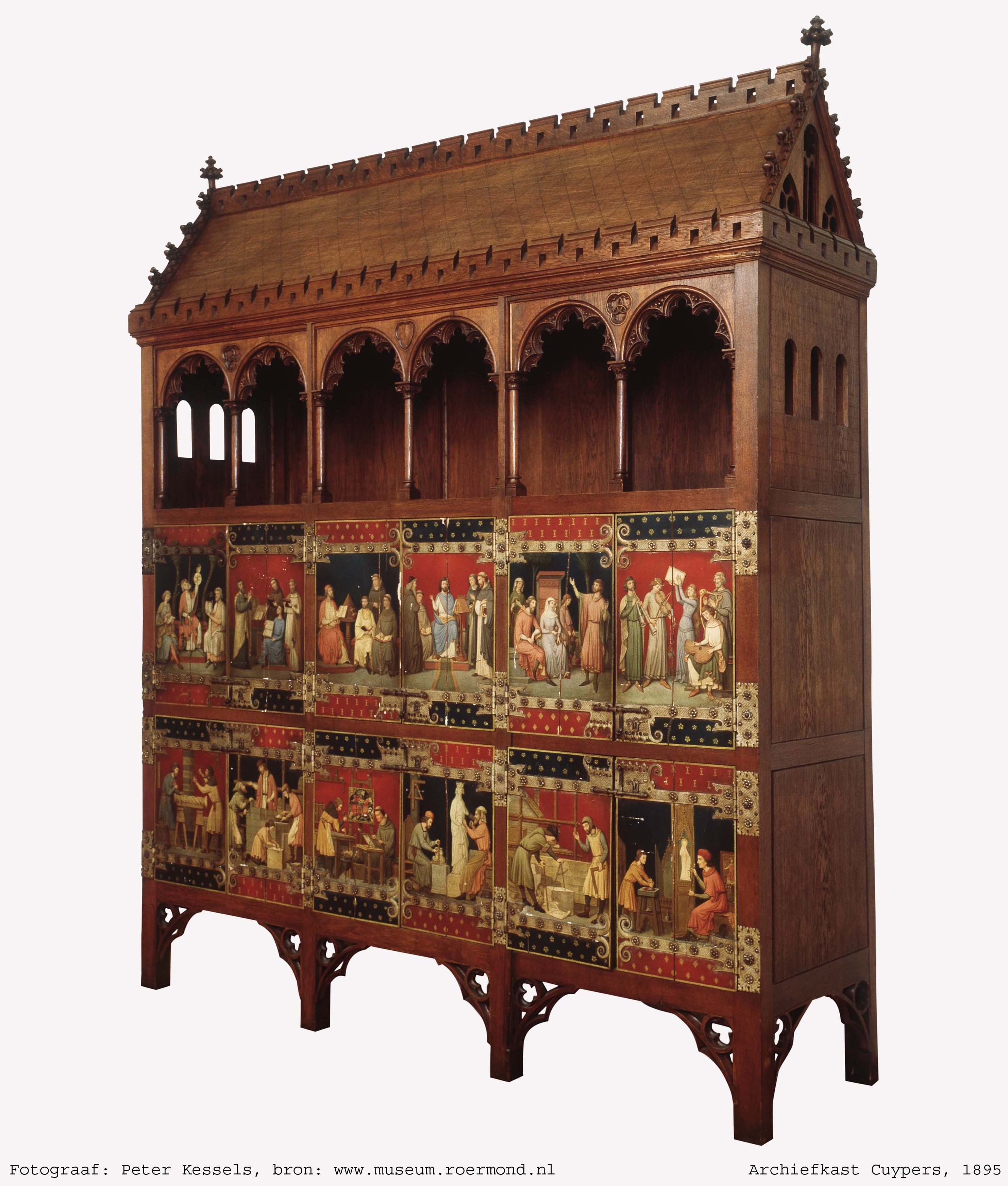
Archiefkast beschilderd door Joseph Lücker, 1895.
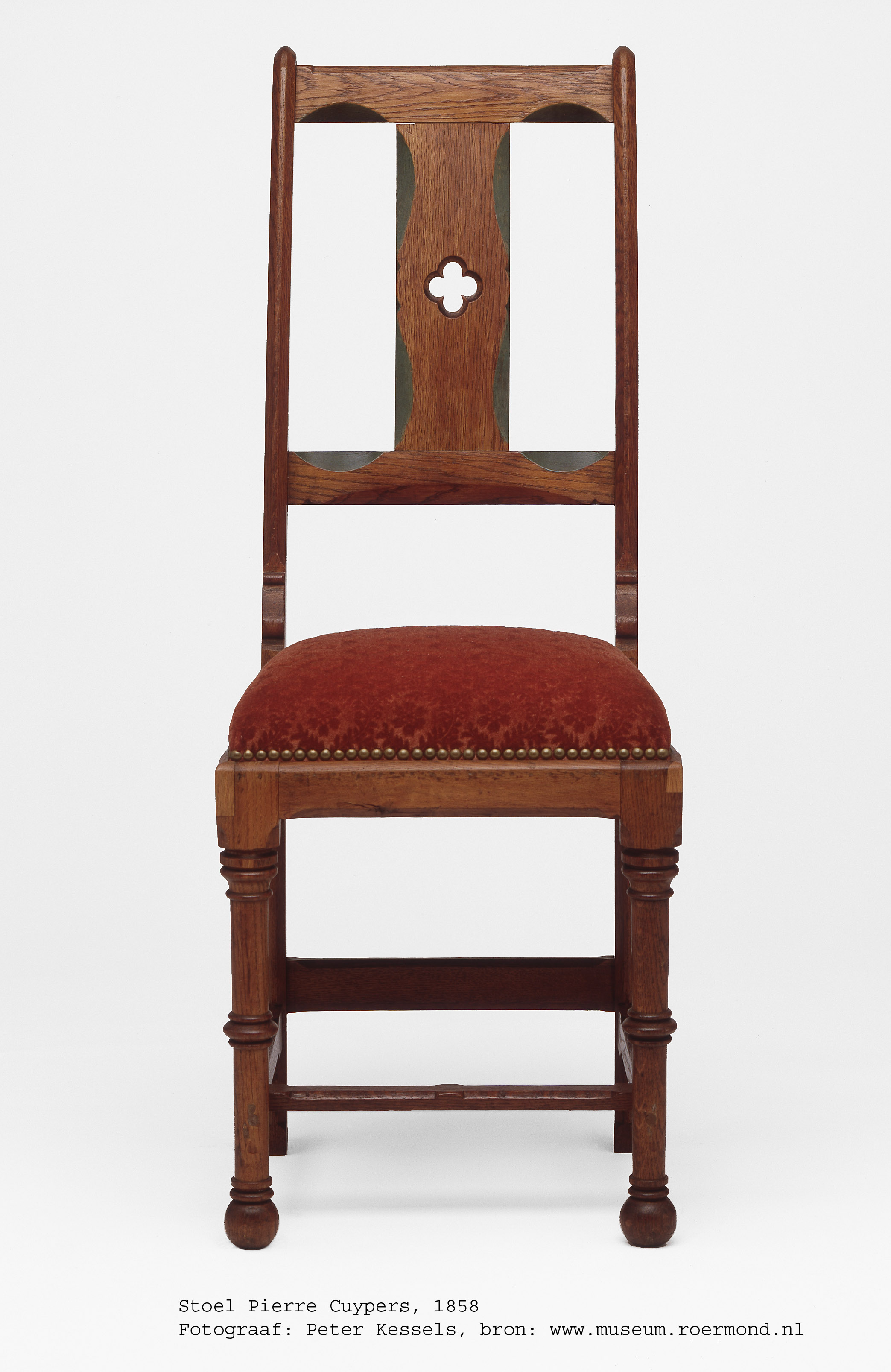
Stoel, 1858.
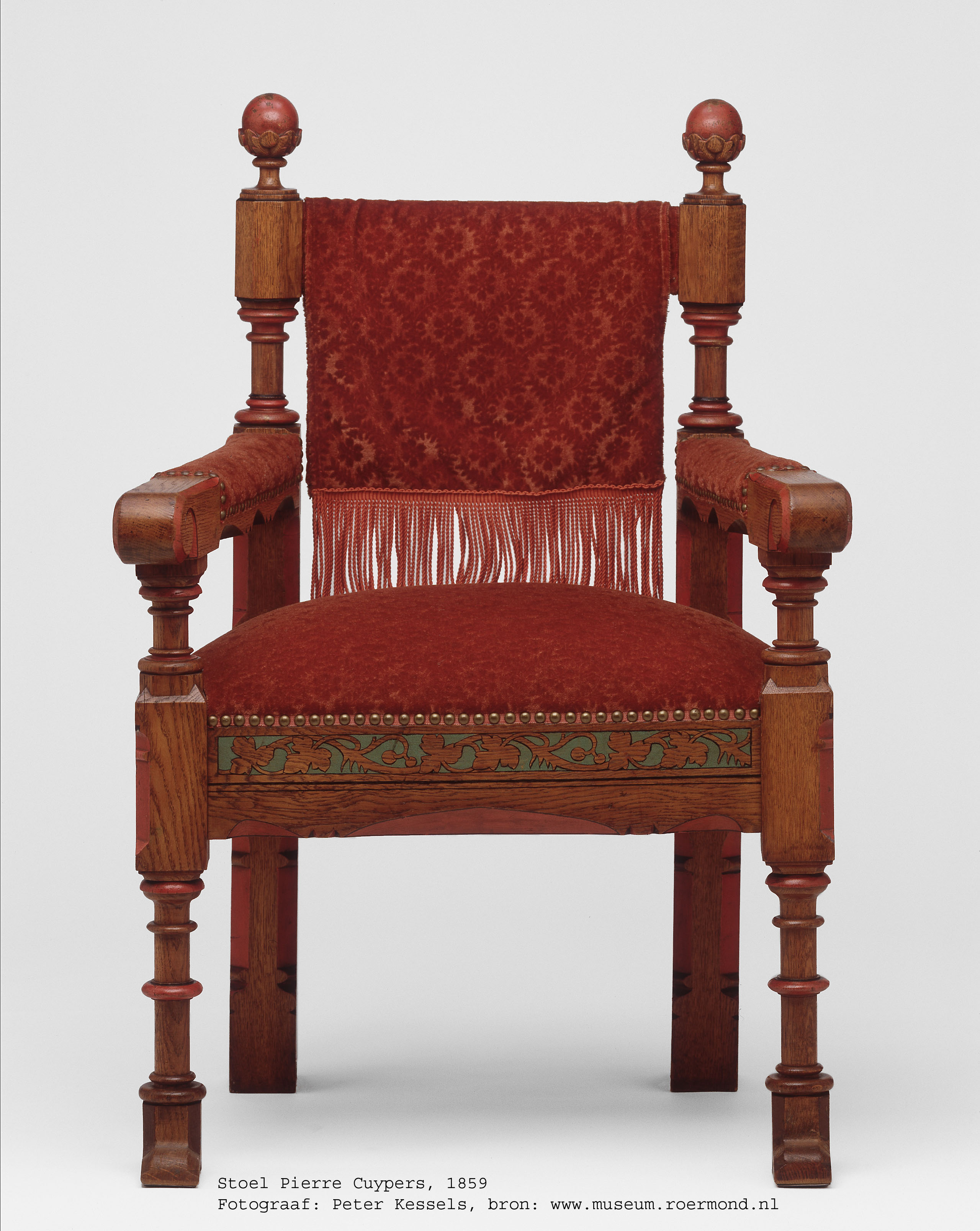
Stoel, 1859.
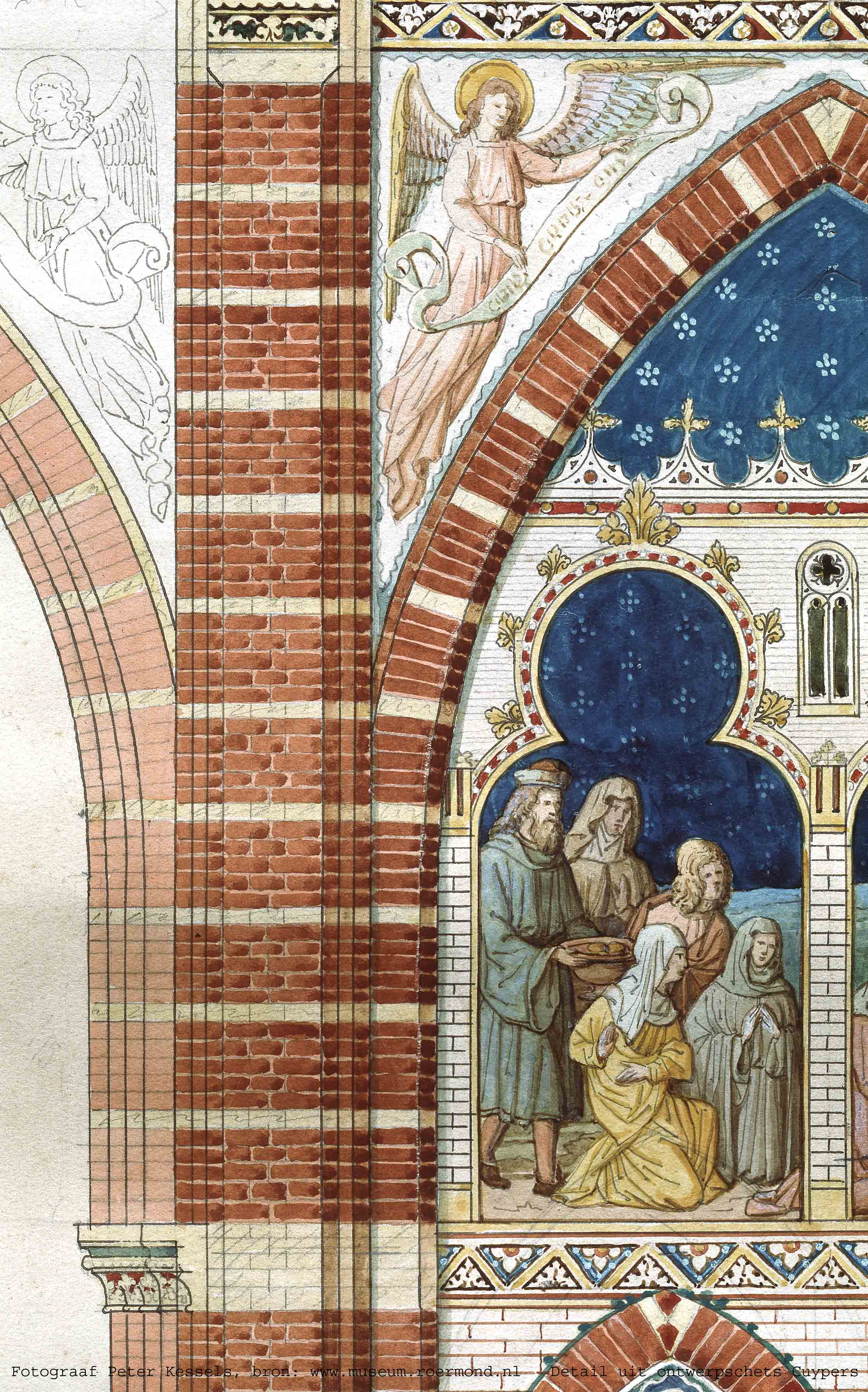
Ontwerptekening.